# Hypsosinga funebris
Hypsosinga funebris är en spindelart som först beskrevs av Eugen von Keyserling 1892.  Hypsosinga funebris ingår i släktet Hypsosinga och familjen hjulspindlar. Inga underarter finns listade i Catalogue of Life.